# Mont Sanford
Le mont Sanford est un volcan des montagnes Wrangell situé en Alaska, aux États-Unis.

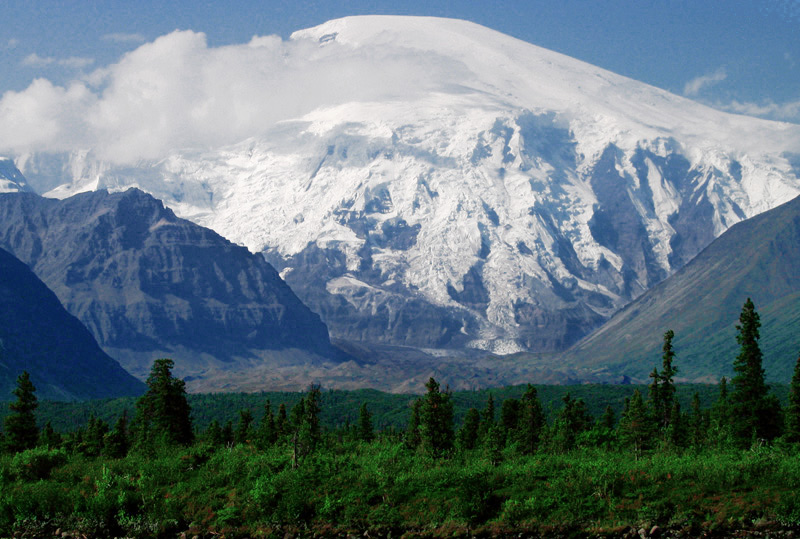
Vue du mont Sanford et de ses glaciers.